# Dragsko

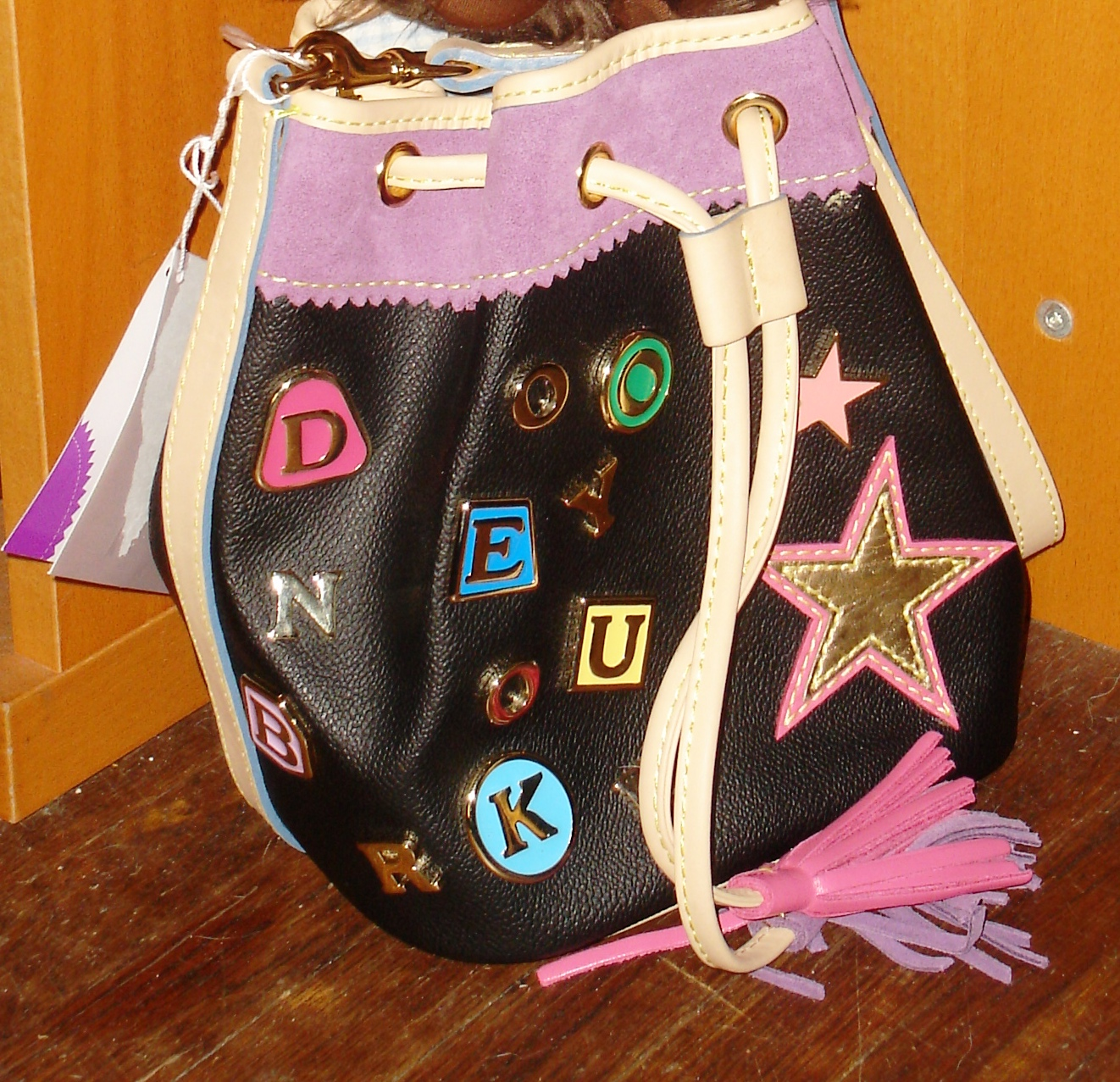
En variant av en dragsko.

En dragsko är en detalj på kläder och andra textila produkter. Dragskon utgörs av en kanal i vilken ett snöre löper. Kanalen är vanligen belägen vid en öppning av något slag. När snöret dras åt veckas tyget och öppningen minskas.
Dragskor förekommer bland annat i midjan på joggingbyxor, i midjan på fritidsjackor, i halsen på singoallablusar och vid mynningen på enkla textila påsar, t.ex. förvaringspåsar för sovsäckar.
En liknande effekt kan erhållas om man istället för att trä snöret genom en kanal trär det i hål i materialet. Hålen kan ibland vara skodda med öljetter. Detta är vanligt särskilt i skinn som ofta är för kraftigt för att tillåta en kanal.